# Валер'яновка (Росія)
Валер'я́новка (рос. Валерьяновка) — селище у складі Тяжинського округу Кемеровської області, Росія.

## Населення
Населення — 418 осіб (2010; 488 у 2002).
Національний склад (станом на 2002 рік):
- росіяни — 99 %